# Firmelse
Firmelse er det katolske ord for konfirmation. Det er et af de syv sakramenter i den romerskkatolske kirke. Firmelse, eller confirmatio (latin), er sendelsens sakramente. Man bekræfter sin tro og sit livsgrundlag over for menigheden og dens biskop. Biskoppen meddeler sakramentet som en gave fra Helligånden. Sakramentet gør den firmede i stand til at gå styrket ud i livet med en unik mission.
Firmelsen kan gives een gang i livet – almindeligvis i 12-15 års-alderen – til en praktiserende katolik, der har gennemgået et forberedelseskursus.
Som en konsekvens af Reformationen sker der ikke firmelse i protestantiske kirker.